# Valkyrie Profile
Valkyrie Profile (ヴァルキリープロファイル?, Varukirī Purofairu) è un videogioco di ruolo alla giapponese sviluppato da tri-Ace e pubblicato da Enix per la PlayStation il 22 dicembre 1999 in Giappone e il 29 agosto 2000 nel Nord America.
Il gioco si basa sulla mitologia scandinava. I giocatori potranno assumere il ruolo della valchiria Lenneth, la quale recluta e prepara gli einherjar, le anime dei guerrieri caduti, prima di inviarli al Valhalla, in cui alla fine dei tempi ci sarà Ragnarǫk, un'apocalittica battaglia tra Æsir e Vanir. Nel primo capitolo della saga, Lenneth incontrerà lungo il percorso, personaggi ed eventi che la porteranno a scoprire tragici avvenimenti del suo passato nascosto.
La popolarità del gioco è avvenuta in seguito, quando esso è uscito sulla PlayStation Portable con il nome di Valkyrie Profile: Lenneth (ヴァルキリープロファイル -レナス-?, Varukirī Purofairu: Renasu) il 2 marzo 2006 in Giappone, il 18 luglio 2006 in Nord America, e 27 aprile 2007 in Europa.

## Altri media
Da Valkyrie Profile è stato tratto anche un adattamento manga ad opera di Yuu Hijikata, che conta due volumi tankōbon, editi da Square Enix.
| Nº | Giapponese 「Kanji」 - Rōmaji                       | Data di prima pubblicazione       | Data di prima pubblicazione |
| Nº | Giapponese 「Kanji」 - Rōmaji                       | Giapponese                        |                             |
| 1  | 「ヴァルキリープロファイル」 - Valkyrie Profile     | settembre 2000 ISBN 9784757503137 |                             |
| 2  | 「ヴァルキリープロファイル 2」 - Valkyrie Profile 2 | marzo 2001 ISBN 978-4757504226    |                             |

## Sequel
Per PlayStation 2 è quindi stato prodotto il sequel, dal titolo Valkyrie Profile 2: Silmeria, uscito il 22 giugno 2006 in Giappone, il 25 settembre 2006 in Nord America, e 7 settembre 2007 in Europa. Valkyrie Profile: Covenant of the Plume per Nintendo DS è stato pubblicato in Giappone nel 2008, in Nord America nel 2009, così come in tutti i paesi della regione PAL.